# Ардасенов, Алихан Губиевич
Алиха́н Губи́евич Ардасе́нов (осет. Ардасенты Губийы фырт Алихан; 17 июня 1849 — 16 апреля 1917 года, Эльхотово) — осетинский ученый-практик, общественный деятель, активный участник народовольческого движения 1870-х годов России. Наряду с участием в революционно-народническом движении, оставил научное наследие, которое и в настоящее время отличается своей актуальностью.

## Биография
В 1861—1867 годах обучался в мужской прогимназии во Владикавказе, в 1870 году — Московскую земледельческую школу и в 1874 году — Петербургский земледельческий институт с защитой степени кандидата сельского хозяйства и лесоводства.
Был одним из руководителей московского «Общества пропагандистов» и «Владикавказского кружка революционных народников». В 1876 году был арестован, провёл 3 года в московских тюрьмах, сослан в Иркутск, Якутск, Верхоянск, Среднеколымск (1885).
Научная деятельность
В области земледелия впервые в науке обосновал теорию о вертикальных природных и климатических зонах в горах и определил для них задачи земледелия и агротехники. Опытным путём разработал систему выращивания кормовых трав в горах; объяснил значение микроорганизмов на корнях бобовых растений. Занимался садоводством, болезнями винограда, нагорно-луговой растительностью (Гербарий Ардасенова).
В области лесоводства выявил состояние кавказских лесов с выводами по их сохранению и размножению; причины лесных болезней и пожаров в работах: «По поводу лесных пожаров», «Положение государственных лесов в Закавказском крае».
В области общественных наук написал фундаментальные труды: «Переходное состояние горцев Северного Кавказа», «Высшее сословие осетин Куртатинского общества», «К вопросу о Кавказских алфавитов» и др.
Критиковал явление всё возрастающего потребительского спроса; предлагал осуществлять «нововведения только после массового образования и подготовки»; утверждал о подмене « устойчивых производственных и предпринимательских отношений авантюристическим стремлением к максимальной наживе при минимальной рациональности».
Память
- Памятник Ардасенову А. Г. в Пантеоне Осетинской церкви во Владикавказе. Является объектом культурного наследия.
- Его именем названы улицы в Эльхотове и Среднеколымске (место его политической ссылки);
- Установлены мемориальные доски в доме рождения в Эльхотове, месте учёбы в мужской прогимназии во Владикавказе, в доме, где он проживал во Владикавказе и на месте его работы (Ереванский госагроуниверситет Армении).

## Галерея

Мемориальная доска А. Таучелову и А. Ардасенову на доме № 19 по улице Рождественская
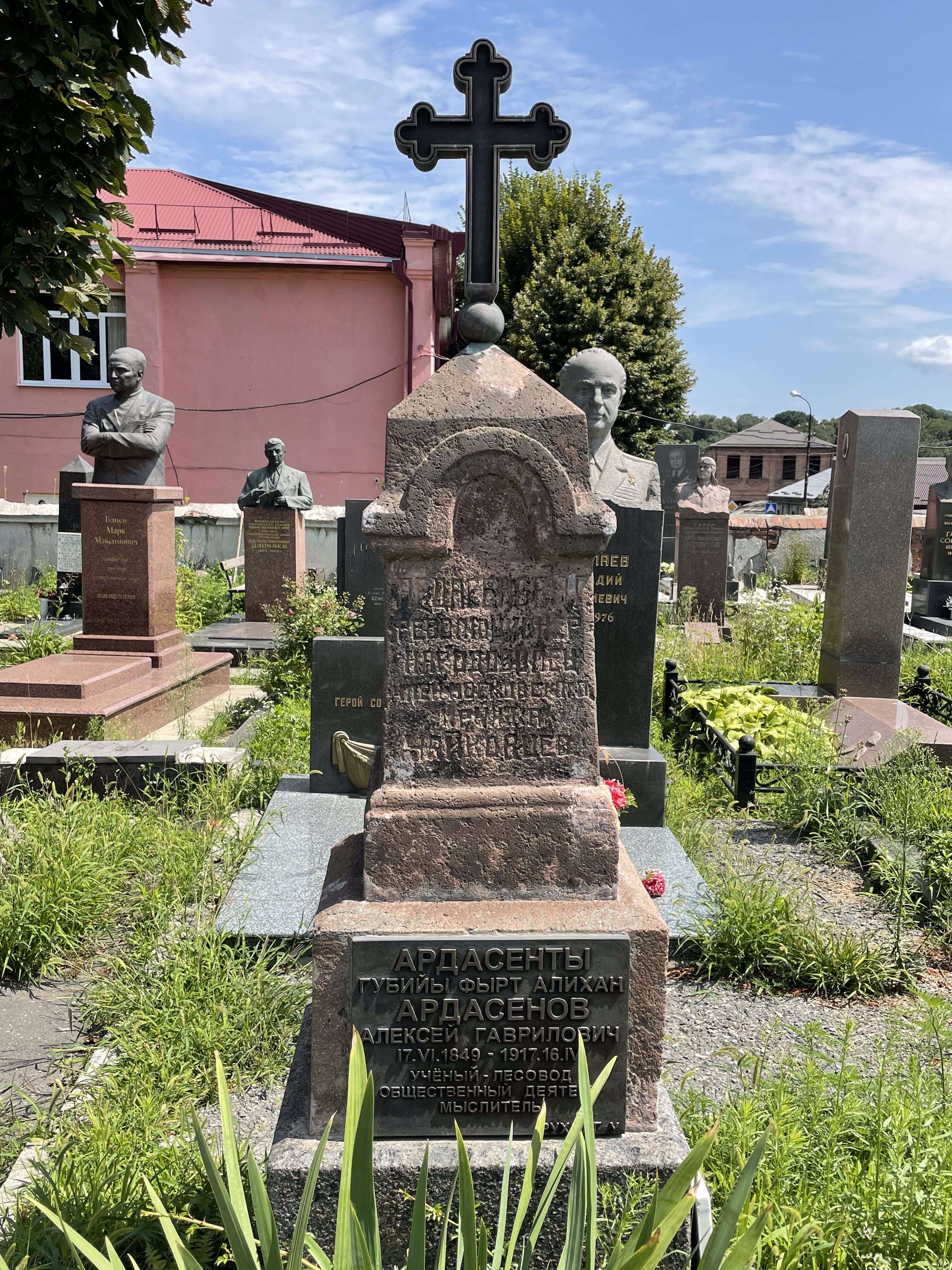
Могила в ограде Осетинской церкви. Объект культурного наследия.
Мемориальная доска на здании Торгово-экономического техникума, д. № 29 по улице Миллера. Автор: скульптор Маирбек Царикаев. Установлена в 1989 году[1].